# Feroleto della Chiesa
Feroleto della Chiesa – miejscowość i gmina we Włoszech, w regionie Kalabria, w prowincji Reggio Calabria.
Według danych na rok 2004 gminę zamieszkiwały 1872 osoby, 267,4 os./km².